# Ferroportyna
Ferroportyna – duże białko transbłonowe, które odgrywa ważną rolę w metabolizmie żelaza.  Występuje, przede wszystkim, w komórkach nabłonkowych dwunastnicy – enterocytach. Poza dwunastnicą białko to znaleźć można w hepatocytach, śledzionie, nerkach, komórkach Kupffera i makrofagach.
Inne synonimiczne nazwy: Metal Transporter Protein 1 (MTP1), SLC11A3, FPN1,  iron-regulated transporter (Ireg1), solute carrier family 40 member 1, bazolateralny transporter żelaza,  ferroportin 1, cell adhesion regulator (CAR1), ferroportin-1.
Podstawową funkcją biologiczną, którą spełnia ferroportyna w komórce, jest „eksportowanie” żelaza z jej wnętrza i przekazywanie go poprzez błonę podstawno-boczną na zewnątrz do układu krwionośnego (a co za tym idzie do krwi). W tym procesie z ferroportyną współdziała inne białko hefestyna.

Proces przejścia jonów żelaza przez enterocyt dwunastnicy (transcytoza) można rozpatrywać jako składający się, z 3 etapów (w których różne biologicznie czynne cząsteczki biorą udział):
- przejście ze światła przewodu pokarmowego (DMT1, dcytb)
- transport przez cytoplazmę entrocytu (ferrytyna)
- przejście z enterocytu do krwi (ferroportyna, hefestyna)

Hepcydyna w ścisłym powiązaniu z ferroportyną, wywiera centralny wpływ na metabolizm żelaza, między innymi przez oddziaływanie na obecność ferroportyny w błonie komórkowej; wiąże ferroportynę, co powoduje internalizację i degradację tego białka.
Cząsteczka ferroportyny składa się z 571 reszt aminokwasowych, z wysoce konserwatywną resztą histydyny w pozycji 32.
Mutacja genu ferroportyny (SLC40A1) powoduje hemochromatozę przez „uwięzienie” żelaza w makrofagach.